# Elfoqra
Elfoqra (franska: Elfoqra (CR), Elfoqra (Commune Rurale), arabiska: لكفاف) är en kommun i Marocko.   Den ligger i provinsen Khouribga och regionen Béni Mellal-Khénifra, i den norra delen av landet, 150 km söder om huvudstaden Rabat. Antalet invånare är 4 211.